# Gimme Hope Jo'anna
Gimme Hope Jo'anna är en reggaelåt av Eddy Grant, släppt på singel 1988.
Sångtexten kritiserar apartheid i Sydafrika och bannlystes av den sydafrikanska regeringen när den släpptes. Jo'anna är ett smeknamn för Johannesburg, men syftar här även till den sydafrikanska staten-regeringen.

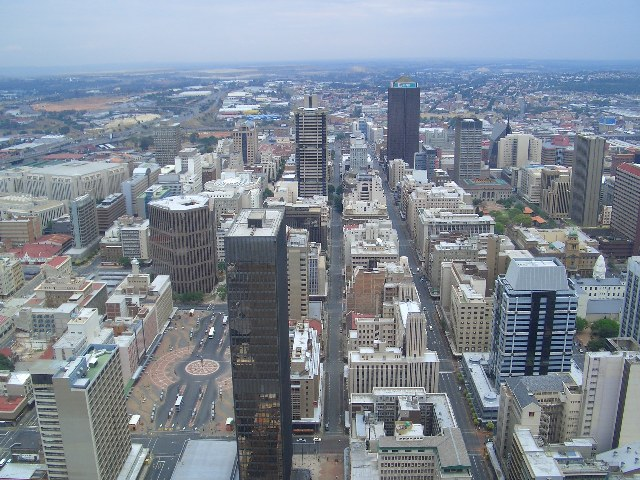
Jo'anna syftar på Johannesburg.

## Låtlistor
7"-singel
1. "Gimme Hope Jo'Anna" — 3:47
2. "Say Hello to Fidel" — 4:41

12"-maxisingel
1. "Gimme Hope Jo'Anna"
2. "Say Hello to Fidel"
3. "Living on the Frontline" (liveversion)

## Certifikat
| Land      | Certifikat | Datum | Sålda exemplar | Fysiska försäljningar |
| --------- | ---------- | ----- | -------------- | --------------------- |
| Frankrike | Silver     | 1988  | 200 000        | 243 000               |

## Listplaceringar
| Lista (1988)              | Topplacering |
| ------------------------- | ------------ |
| Österrikiska singellistan | 2            |
| Nederländska singellistan | 1            |
| Franska SNEP-singellistan | 8            |
| Västtyskla singellistan   | 4            |
| Svenska singellistan      | 8            |
| Schweiziska singellistan  | 2            |
| Brittiska singellistan    | 7            |

| Årsskifteslistor (1988)   | Position |
| ------------------------- | -------- |
| Österrikiska singellistan | 20       |
| Schweiziska singellistan  | 2        |
| Brittiska singellistan    | 7        |